# Nikki Osborne
Nikki Osborne, född 19 juli 1981 i Redcliffe, Queensland, är en australisk skådespelare, före detta modell och TV-presentatör. Hon är mest känd som TV-värd för Quizmania (2006–2007). Hon har också medverkat i filmproduktioner såsom den amerikanska miniserien The Mystery of Natalie Wood (2003) och Ned (2004).